# Isaac Claesz. van Swanenburg
Isaac Claeszoon van Swanenburg, (van) Swanenburgh, Swanenburch en diverse andere varianten (Leiden, 19 augustus 1537 - aldaar, 10 maart 1614) was een Nederlands kunstschilder en burgemeester.

## Biografische aantekeningen
Van Swanenburg werd in 1537 in Leiden geboren als zoon van Claes Isaexz. van Swanenburg en Marytge van Warmondt. Hij werd als schilder in Antwerpen opgeleid door Frans Floris. Ook Pieter Cornelisz. Kunst en Aertgen Claesz. van Leyden worden als mogelijke leermeesters van hem genoemd. Hij keerde rond 1565 terug naar Leiden, waar hij woonde en werkte met een onderbreking van ruim een jaar, toen hij tussen 1573 en 1575 in Hamburg verbleef. Op 17 januari 1569 trouwde hij in Leiden met Marytge Joostensdr. Dedel (1547-1621).
Van Swanenburg maakte onder meer de ontwerpen (cartons) voor twee gebrandschilderde glazen in de Goudse Sint-Janskerk en voor een gebrandschilderd glas in de Nicolaaskerk van Edam. De glazen werden vervaardigd door zijn stadgenoot Cornelis Cornelisz. Clock en door de Delftse glasschilders Dirck Jansz. Verheyden en Dirck Reiniersz. van Douwe. De Goudse glazen betreffen voorstellingen van "Het ontzet van Samaria" en van Leidens Ontzet in 1574. Diverse van zijn portretten en een serie voorstellingen van de wolbereiding bevinden zich in het Leidse Museum De Lakenhal.
Van Swanenburg was niet alleen schilder, maar bekleedde ook invloedrijke functies in het stadsbestuur van Leiden. In 1582 werd hij lid van de vroedschap. Hij was meerdere malen schepen en burgemeester van deze stad.
Van Swanenburg, wonend aan de Nieuwe Rijn, overleed op 10 maart 1614 op 76-jarige leeftijd in zijn woonplaats Leiden. Hij werd drie dagen later begraven in de Leidse Pieterskerk. Zijn zonen Jacob (1571-1638) en Claes (1572-1652) waren ook kunstschilders. De al eerder dan zijn vader overleden jongste zoon Willem Swanenburg (1580-1612) was tekenaar en graficus.

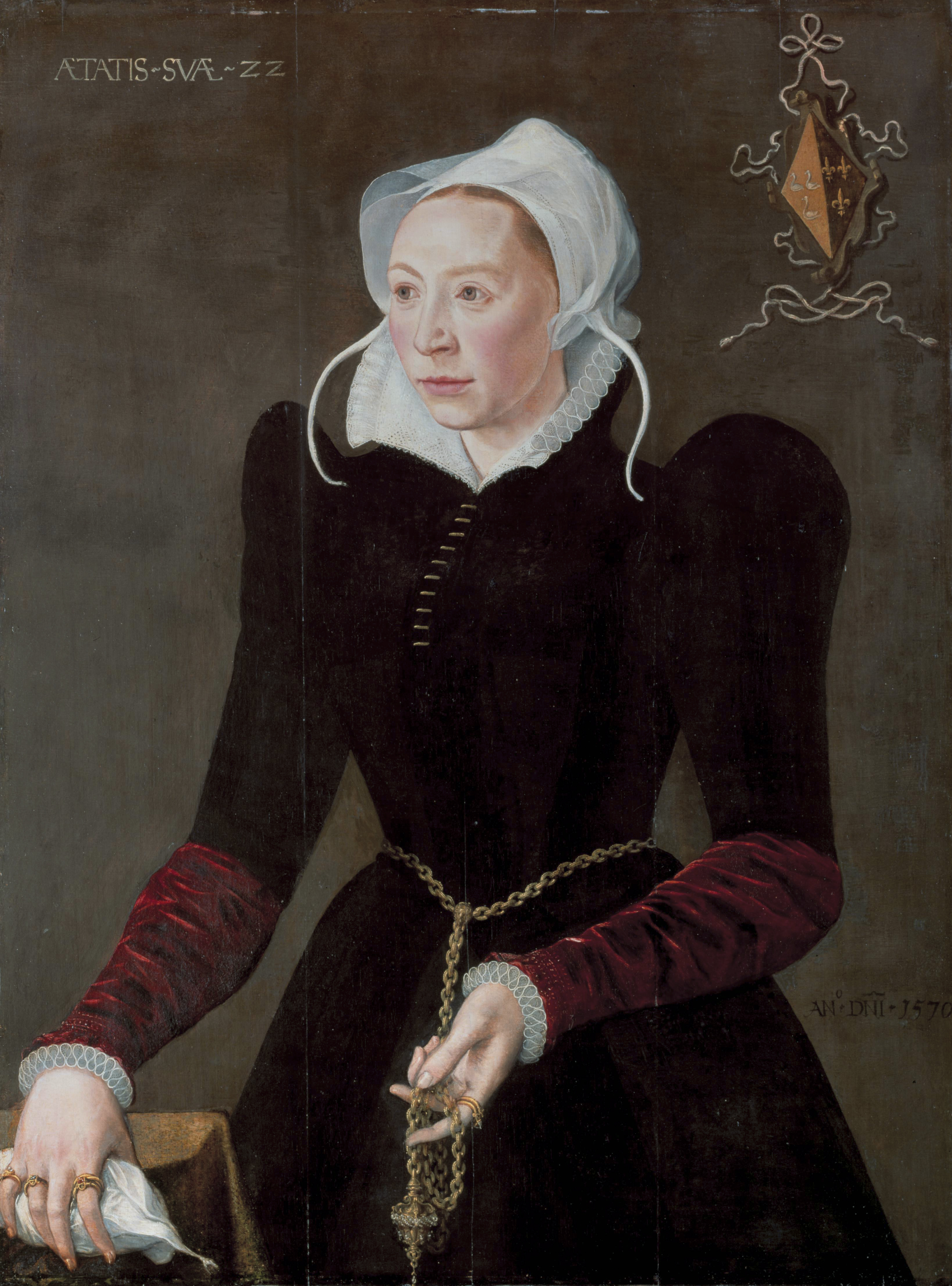
Zijn vrouw Marytge Dedel (1547-1621), door Van Swanenburg (1570)
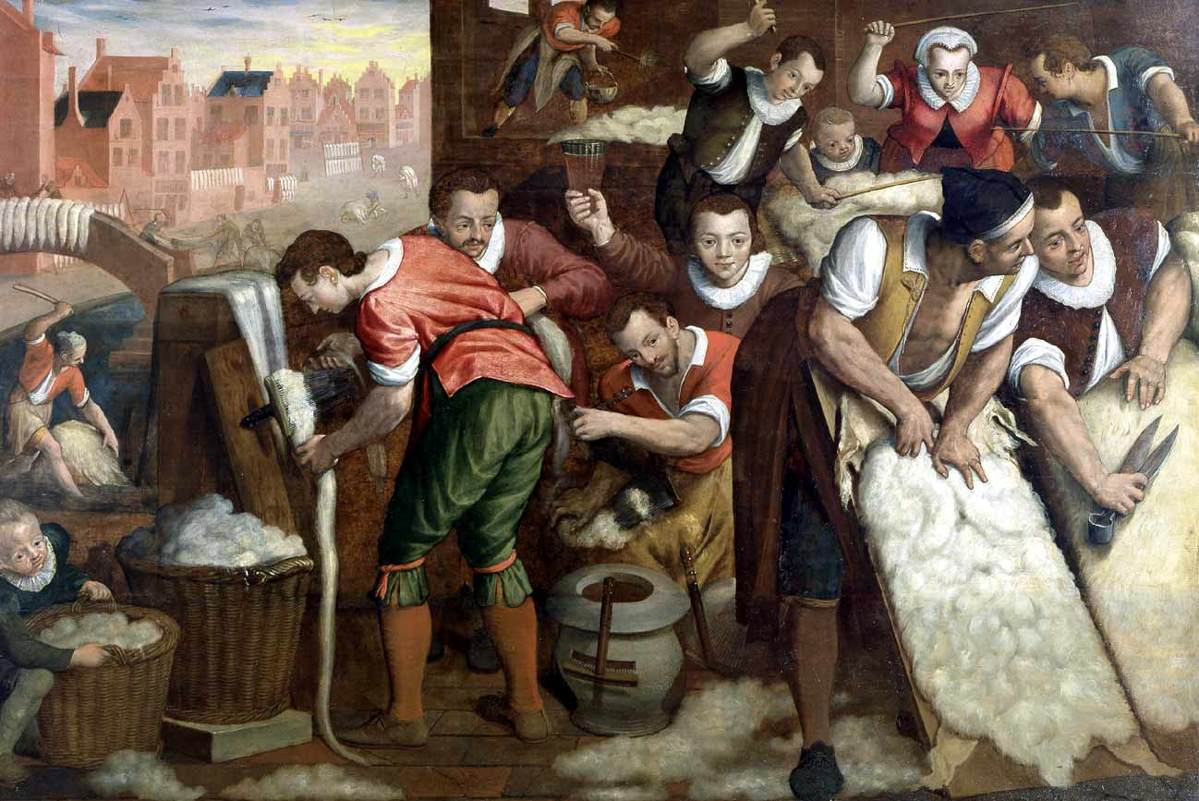
De wolbereiding door Van Swanenburg (1595)
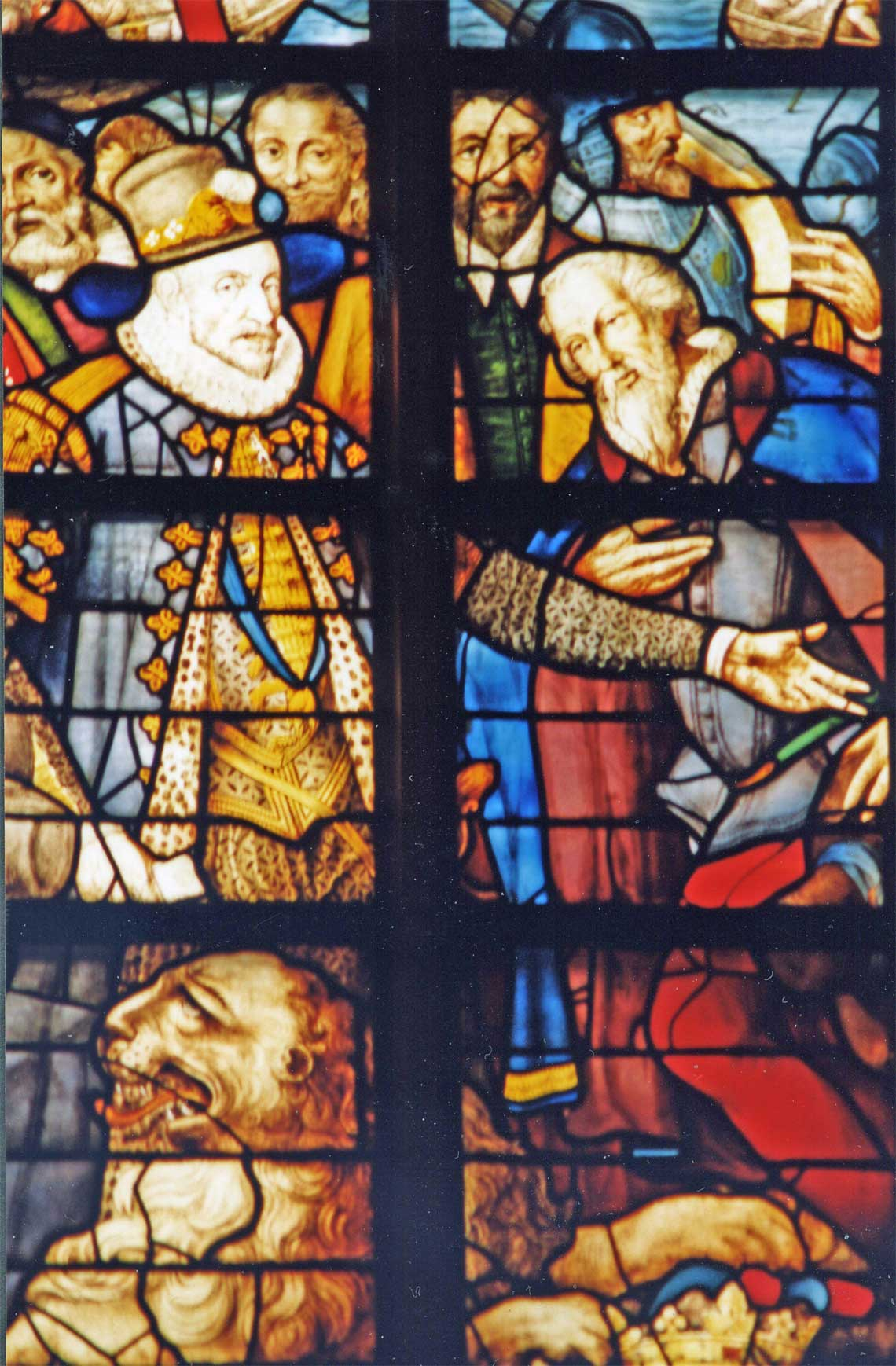
Willem van Oranje bevrijdt Leiden (detail van Gouds glas 25, ontwerp door Van Swanenburg)

## Publicaties
- Ute Elisabeth Flieger: Bürgerstolz und Wollgewerbe. Der Bilderzyklus des Isaac Claesz. van Swanenburg (1537-1614) in der Lakenhal von Leiden. Magisterarbeit Universität Münster. Münster, Waxmann, 2010. ISBN 978-3-8309-2256-8
- R.E.O. Ekkart: Isaac Claesz. van Swanenburg in de Sint-Janskerk te Gouda. Gouda, Stichting Fonds Goudse Glazen, 1999. Geen ISBN
- Rudolf E.O. Ekkart: Isaac Claesz. van Swanenburg, 1537-1614. Leids schilder en burgemeester. Zwolle, Waanders, 1998. ISBN 90-400-9282-6

- Bibliothèque nationale de France: cb13515183n (data)
- Biografisch Portaal: 14085052
- Gemeinsame Normdatei: 121449408
- International Standard Name Identifier: 0000 0000 6683 3284
- Library of Congress Control Number: nr99006476
- Nederlandse Thesaurus van Auteursnamen: 125991835
- RKD-Nederlands Instituut voor Kunstgeschiedenis: 76187
- Système universitaire de documentation: 050501062
- Union List of Artist Names: 500016429
- Virtual International Authority File: 59940738
- WorldCat: E39PBJv4gKfJDvR8bg7dmYWbh3